# WD-40

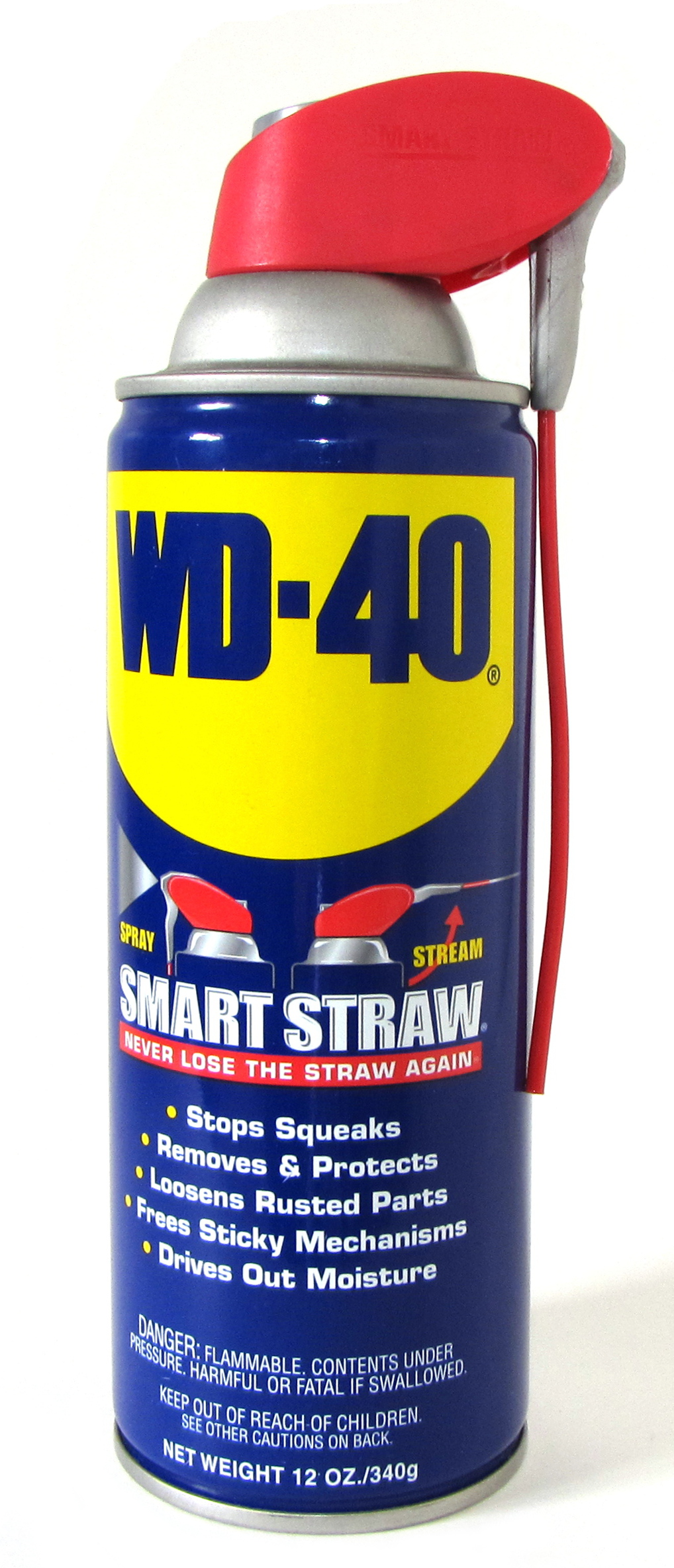
Plechovka WD-40 o objemu 12 uncí

WD-40 (z anglického Water Displacement, 40th formula, Vytěsnění vody, 40. receptura) je americká ochranná známka penetračního oleje, a zároveň název společnosti se sídlem v San Diegu v Kalifornii, která tento olej vyrábí. Jeho receptura byla vyvinuta společností Rocket Chemical Company v roce 1953, která byla poté přejmenována na WD-40 Company. Na trh byl tento produkt uveden v roce 1961.

## Historie
Receptura je uchovávána v tajnosti jako obchodní tajemství a nikdy nebyla patentována. Sprej, složený z různých uhlovodíků, byl původně určen pro společnost Convair k ochraně vnějšího pláště rakety Atlas před korozí a rzí. Tento vnější plášť zároveň fungoval jako obvodová stěna citlivých nádrží rakety. WD-40 se později ukázalo být využitelné i v domácnostech. V roce 1958 se poprvé objevil v obchodech v San Diegu a v roce 1961 byla realizována první velká zakázka za účelem pomoci obětem hurikánu Carla na pobřeží Mexického zálivu. Přípravek zde byl používán k renovaci vozidel a zařízení poškozených povodněmi a deštěm. Společnost poté podepsala první mezinárodní licenční smlouvu pro Evropu a další oblasti.
Do roku 1965 jej používaly letecké společnosti, včetně Delta a United; například United jej používala na pevných a pohyblivých částech letounů DC-8 a Boeing 720 při údržbě a generálních opravách. V té době aerolinky používaly variantu nazývanou WD-60 k čištění turbín, odstraňování lehké koroze z ovládacích vedení a při manipulaci s kovovými díly nebo jejich skladování.

## Složení
Receptura WD-40 je obchodním tajemstvím. Originál receptury je od roku 2018 uložen v zabezpečeném trezoru v bance v San Diegu. Aby nedošlo k prozrazení složení, produkt nebyl v roce 1953 patentován a možnost jeho patentování již zanikla.
Hlavní složky WD-40 ve spreji, podle informací z amerického bezpečnostního listu jsou:
- 45–50 % alifatický uhlovodík s nízkým tlakem par (isoparafin)
- méně než 35 % ropný základový olej (nebezpečné těžké parafiny)
- méně než 25 % alifatické uhlovodíky (stejné CAS číslo jako první složka, ale hořlavé)
- 2–3 % oxid uhličitý (hnací plyn)